# Chaetolopha niphosticha
Chaetolopha niphosticha är en fjärilsart som beskrevs av Turner 1907. Chaetolopha niphosticha ingår i släktet Chaetolopha och familjen mätare. Inga underarter finns listade i Catalogue of Life.